# Pablo Lencioni
Pablo Martín Ramón Lencioni (Paraná, Provincia de Entre Ríos, Argentina; 14 de julio de 1985) es un exfutbolista argentino. Juega como mediocampista central y su primer equipo fue Patronato de Paraná. Actualmente milita en Atlético Paraná del Torneo Regional Amateur.

## Clubes
| Club                | País      | Año       | PJ  | G |
| ------------------- | --------- | --------- | --- | - |
| Patronato de Paraná | Argentina | 2004-2008 | 49  | 2 |
| Atlético Paraná     | Argentina | 2008-2019 | 271 | 9 |
| Ministerio          | Argentina | 2019      | ?   | ? |
| Atlético Paraná     | Argentina | 2020-?    | 0   | 0 |

## Palmarés

### Campeonatos nacionales
| Título             | Club                | País      | Año  |
| ------------------ | ------------------- | --------- | ---- |
| Torneo Argentino B | Patronato de Paraná | Argentina | 2008 |
| Torneo Argentino B | Atlético Paraná     | Argentina | 2014 |

### Otros logros
| Título                  | Club            | País      | Año  |
| ----------------------- | --------------- | --------- | ---- |
| Ascenso al Argentino B  | Atlético Paraná | Argentina | 2010 |
| Ascenso a la B Nacional | Atlético Paraná | Argentina | 2014 |